# 스토라디문섬
스토라디문섬(페로어: Stóra Dímun)은 페로 제도의 섬 중 하나이다.